# Coenosia toshua
Coenosia toshua este o specie de muște din genul Coenosia, familia Muscidae, descrisă de Huckett în anul 1934. Conform Catalogue of Life specia Coenosia toshua nu are subspecii cunoscute.